# Octobre 1951

## Évènements
- 2 octobre : opération aéroportée dans la cuvette de Nghia Lo, dans le cadre de la guerre d’Indochine ; bombardements de la position ennemie, puis parachutage de trois bataillons français.

- 4 octobre : 
  - en Iran, arrêt total de la production de pétrole par l'Anglo-Iranian Oil Company[1].
  - Premier vol du Brochet MB-80.

- 5 octobre : les Suisses G. Zehr et J.P. Darmsteter, tous deux journalistes, en Piper Cub de 65 ch dont le plafond est de 3 500 m, atteignent l’altitude de 5 000 m et atterrissent presque au sommet du Mont Blanc. À l’atterrissage, l’hélice est brisée. H. Geiger vient parachuter une hélice, mais le moteur gelé refuse de partir. Les aviateurs descendent à pied.

- 6 octobre : la Française Monique Laroche, saut individuel féminin avec ouverture retardée (altitude du saut : 4 235 m ; distance parcourue en chute libre : 3 622 m).

- 7 octobre : 
  - Constitution du Royaume-Uni de Libye[2].
  - À bord d’un Beechcraft Bonanza, l’Américain P.F. Mach, membre du Congrès, entame un tour du monde qui se terminera le 27 janvier 1952. Quelque 30 pays auront été visités. Ce tour du monde comporte une traversée de l’Atlantique, via les Açores.
  - La princesse héritière Élisabeth II et son mari le Prince Philip s’envolent, pour le Canada, en Stratocruiser de la BOAC. Aux commandes, le capitaine Oscar Philip Jones qui fête, avec ce vol, son 30e anniversaire de pilote. Durant ce laps de temps, 20 000 heures de vol, 3 millions de miles, 126 000 passagers. Il obtient le Britannia Trophy.

- 8 octobre : le Premier ministre égyptien Moustapha el-Nahhas Pacha décide de dénoncer le traité de 1936 entre le Royaume-Uni et l'Égypte. Farouk est proclamé roi du Soudan.

- 8 - 9 octobre : la princesse Élisabeth, future reine, visite pour la première fois le Québec.

- 9 octobre : 
  - la Grande-Bretagne avertit l’Égypte qu’elle n’acceptera pas la révocation unilatérale du traité et qu’elle maintiendra ses troupes dans la zone du canal de Suez. Une guérilla contre la présence britannique se développe, principalement menée par les communistes et les Frères musulmans. 80 000 soldats britanniques stationnent alors en Égypte alors que le traité de 1936 n’en prévoyait que 10 000.
  - Premier vol du SIPA S.93.

- 10 octobre : le Comet de BOAC (expérimental pour la compagnie) va de Londres à Singapour en 19 h de vol.

- 11 octobre : 
  - Le Soviétique N. Kournetzov, sur Yak-18 (sous-classe C1c), poids 1 130 kg, établit un record de vitesse sur 500 km en circuit fermé de 251,823 km/h.
  - Les Américains déclenchent l'opération « Bumblebee » en Corée. Il s'agit de transporter un bataillon de Marines grâce à 12 Sikorsky S-55. Un millier de soldats sont transportés à 25 km de leur base en 6 heures 15 min et 156 rotations dans la région de Wonson.

- 12 octobre : la Grande-Bretagne, soutenue par la France et les États-Unis, soumet une proposition de résolution au conseil de sécurité des Nations unies, considérant la lutte des Iraniens pour la nationalisation de l'industrie pétrolière comme une "menace pour la paix et la sécurité internationales"[3].

- 14 octobre : les cinq pays d’Amérique centrale signent la Charte de San Salvador donnant naissance à l’Organisation d’États centraméricains (ODECA).

- 15 octobre : 
  - Le Suisse G. Zehr accompagné de H. Geiger rapatrie en vol, depuis presque le sommet du Mont Blanc, un avion Piper Cub, après avoir échoué le 5 octobre précédent. L’appareil est catapulté de 4 300 m d’altitude au sandow.
  - Sur le champ de bataille de la Corée, 33 Sabre combattent plus de 100 MiG. Trois de ces derniers sont abattus.
  - Premier vol du SO.6026 Espadon.

- 16 octobre : le Premier ministre du Pakistan Liaquat Ali Khan est assassiné par un fanatique afghan. Khawaja Nazimuddin lui succède.

- 17 octobre : le ballon hollandais Henri Dunant, avec J. Boesman, Mme Nini Boesman et Ch. De Vos, s’élève de Zuidlaren, fait escale à Witteveen (ballon amarré à une charrue pour permettre aux aéronautes de dîner), traverse la Belgique et va se poser à Valenciennes à 9 h (le 18), après un vol de nuit. Durée du voyage : 17 heures.

- 21 octobre : en Inde, Syama Prasad Mookerjee crée le parti de droite Jana Sangh, opposé à la politique d’occidentalisation (futur Bharatiya Janata Party). Il prend la relève du Hindu Mahasabha[4].

- 25 octobre : victoire des conservateurs aux législatives au Royaume-Uni. Début du ministère conservateur de Sir Winston Churchill, Premier ministre du Royaume-Uni (fin en 1955). Au pouvoir jusqu’en 1964, ils cherchent à réguler directement la consommation et le plein emploi en écartant tout dérapage inflationniste qui aurait mis la monnaie en danger. Cette politique provoque l’alternance de phases d’expansion (1952-1955, 1958-1960, 1962-1964) et de contraction (1955-1958 et 1961-1962), qualifié de stop-go.

- 27 octobre : premier traitement contre le cancer de radiothérapie par la bombe à cobalt à London (Ontario).

- 28 octobre : après sa victoire lors du GP d'Espagne, sur le circuit de Pedralbes, tracé non permanent situé dans la ville de Barcelone, l'Argentin Juan Manuel Fangio remporte le  Championnat du monde de Formule 1 — le premier de ses cinq titres de champion du monde — au volant d'une Alfa Romeo.

- 29 octobre :
  - Retour triomphal du leader indépendantiste Son Ngoc Thanh au Cambodge
  - En Syrie, après une période d’instabilité politique, Adib Chichakli décide de prendre directement le pouvoir, dissout le Parlement et forme un gouvernement militaire. Le régime, appuyé par l’armée, devient autoritaire avec la dissolution des partis et la fondation d’un parti unique, le Mouvement de libération arabe (25 août 1952).

## Naissances
- 1er octobre : Heddy Honigmann, réalisatrice, productrice et scénariste néerlando-péruvienne († 21 mai 2022).
- 2 octobre : Sting, musicien chanteur et acteur britannique.
- 3 octobre :
  - Claudine Chatel, actrice québécoise.
  - Kathy Sullivan, astronaute américaine.
- 5 octobre : Karen Allen, actrice américaine.
- 6 octobre : Manfred Winkelhock, pilote automobile allemand.
- 7 octobre : Enki Bilal, dessinateur de bande dessinée.
- 8 octobre : Timo Salonen, pilote automobile (rallye) finlandais
- 11 octobre : 
  - Jean-Jacques Goldman, auteur, compositeur et interprète français.
  - Goa Gil, disc jockey et organisateur de soirée américain († 26 octobre 2023).
- 12 octobre : Luciano Borgognoni, cycliste italien.
- 13 octobre : Elie Onana, footballeur camerounais († 2 avril 2018).
- 14 octobre : Patrick Lanneau, peintre, dessinateur, lithographe et vidéaste français.
- 15 octobre : Carmen Daniela, pianiste autrichienne.
- 23 octobre : José Manuel Maza, magistrat, criminologue et écrivain espagnol († 18 novembre 2017).
- 25 octobre :
  - Gilles Rhéaume, Personnalité politique, militant nationaliste québécois († 8 février 2015).
- 26 octobre : Patrice Carmouze, journaliste, animateur de télévision et de radio français.
- 27 octobre : Éric Morena, chanteur français.
- 28 octobre : Michel Cartatéguy, évêque catholique français, père blanc et archevêque de Niamey (Niger).
- 30 octobre : Harry Hamlin, acteur américain.
- 31 octobre : François Bracci, footballeur international français († 27 décembre 2023).

## Décès
- 2 octobre : « El Sargento » (Guillermo Rodríguez Martínez), matador péruvien (° 11 juillet 1915).
- 8 octobre : Charles William Jefferys, artiste peintre et auteur canadien (°25 août 1869).
- 29 octobre : Réginald, acteur belge (°29 décembre 1881).